# Valparaíso Sporting
El Valparaíso Sporting (antigament conegut com a Valparaíso Sporting Club) és un hipòdrom de la ciutat de Viña del Mar, Regió de Valparaíso, Xile.
El Valparaíso Sporting Club va ser fundat el 1882 per membres majoritàriament d'origen britànic. Des de 1885, és la seu del Derby Xilè.
Va ser seu del Campionat Sud-americà de futbol de 1920.

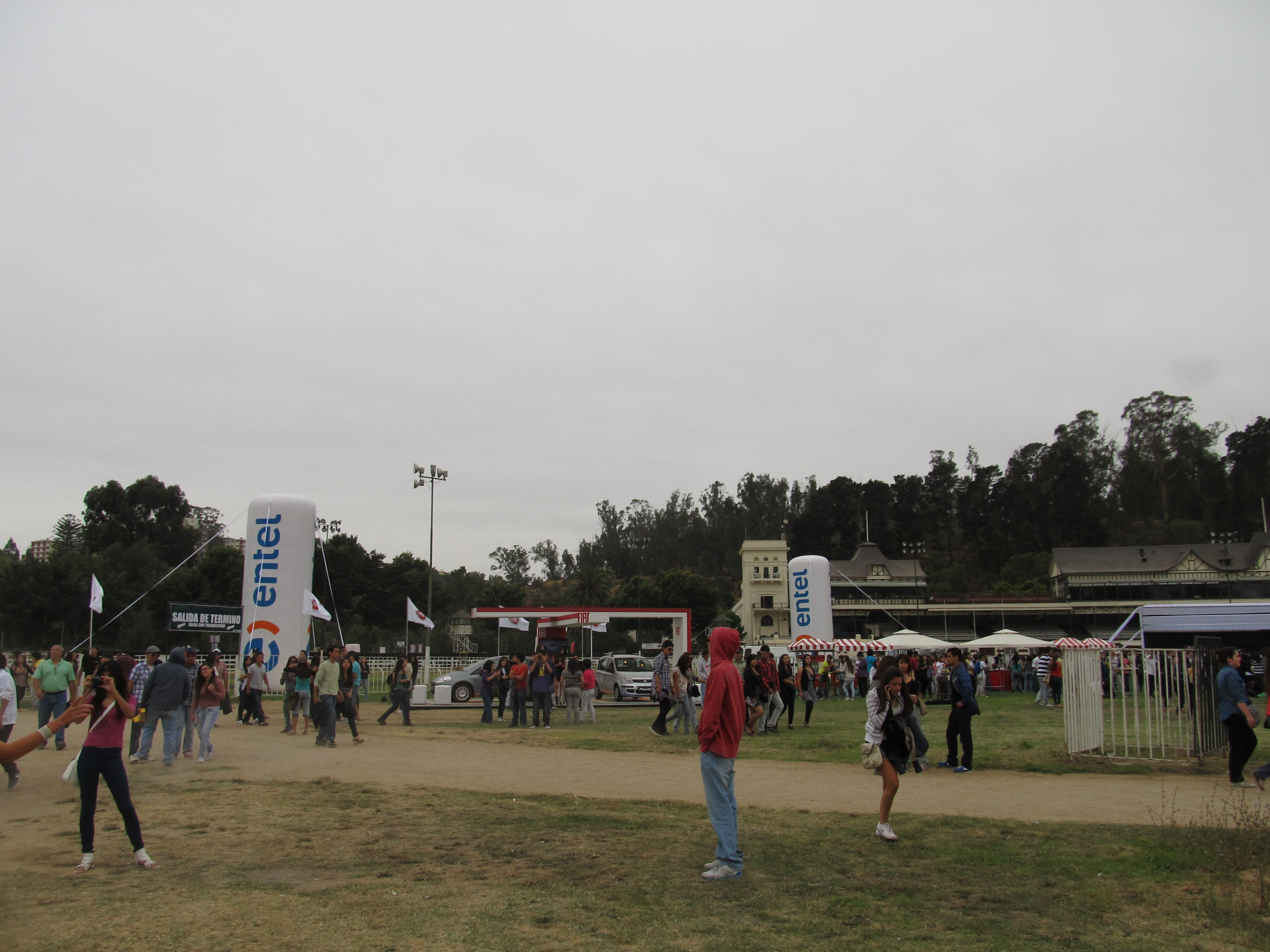
Concert de David Guetta al Valparaíso Sporting el 2012.

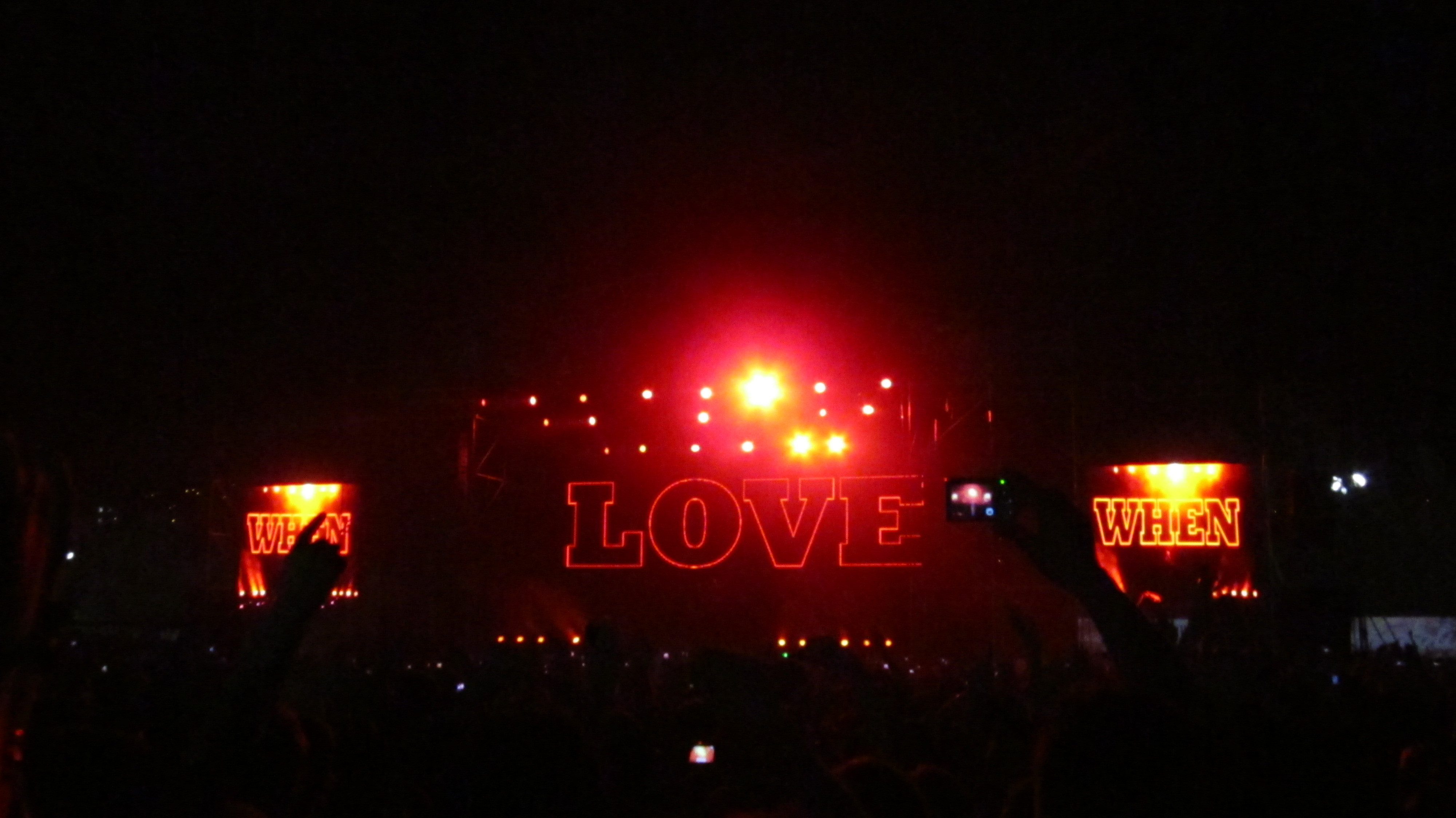
Concert de David Guetta al Valparaíso Sporting el 2012.